# 伊里圖亞

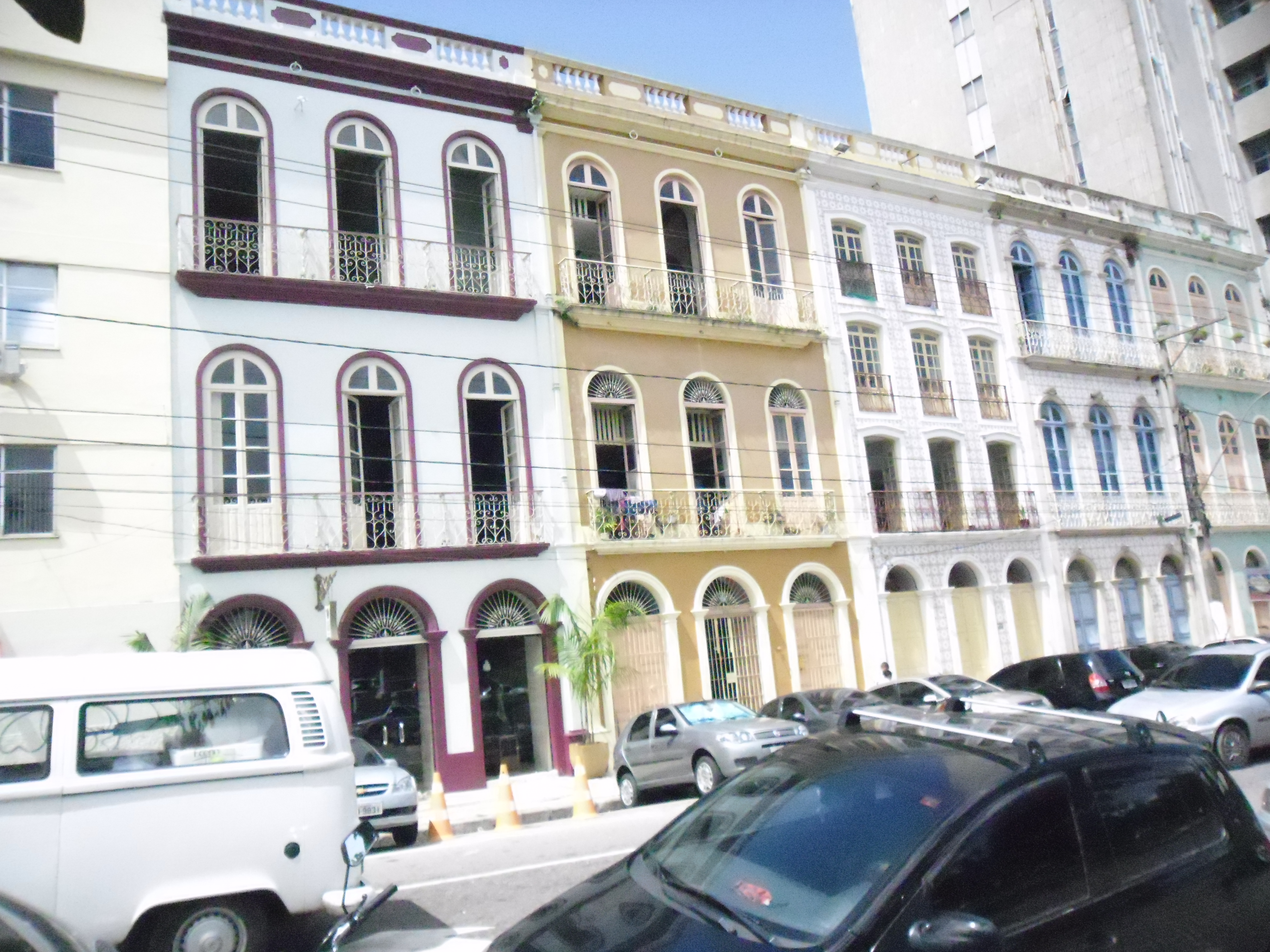
伊里圖亞

伊里圖亞（葡萄牙語：Irituia），是巴西的城鎮，位於該國北部，由帕拉州負責管轄，始建於1725年12月16日，面積1,380平方公里，海拔高度25米，2010年人口31,382，人口密度每平方公里22.75人。